# 奥勒县
奥勒县，是泰国南部甲米府的一个县。总面积773.0平方公里，总人口48474人，人口密度62.7人/平方公里（2005年）。

## 行政区划
奥勒县辖有9个区，51个村。